# Congreso Extraordinario del PSOE de 2014
El Congreso Extraordinario Federal del Partido Socialista Obrero Español (PSOE) se llevó a cabo entre el 26 y el 27 de julio de 2014, con un preelectoral no oficial entre los militantes del partido que se celebró el domingo 13 de julio. El Congreso fue convocado por el Secretario General Alfredo Pérez Rubalcaba tras los resultados desalentadores de su partido en las Elecciones europeas de 2014, en las que obtuvo apenas el 23,0% de los votos. Rubalcaba anunció su intención de no concurrir, tanto para el liderazgo del partido como para las siguientes elecciones generales españolas del año 2015.

## Designación de candidatos
Este Congreso Federal fue el primero celebrado en el ámbito nacional en el que todos los militantes y afiliados (alrededor de 200.000) tuvieron la posibilidad de ser consultados, varios días antes de que el Congreso se realizara, sobre la persona que debería ocupar la secretaría general del partido. Aunque no fue una votación vinculante, los resultados fueron respetados por los delegados de 1000 proveedores que fueron los que finalmente eligieron al nuevo secretario general del Partido Socialista. Los militantes que decidieron enfrentarse a la elección tuvieron que presentar al Comité de Ética del partido los avales de al menos el 5% de los miembros del partido antes del 27 de junio de 2014.

## Candidatos a la Secretaría General
| Candidaturas | Candidaturas | Candidaturas              | Funciones políticas | Anuncio             | Posición                    | Ideología                         |
| ------------ | ------------ | ------------------------- | --- | ------------------- | --------------------------- | --------------------------------- |
|              |              | José Antonio Peréz Tapias | - Exdiputado por Granada en el Congreso - Portavoz de Izquierda Socialista                                                                                | 31 de mayo de 2014  | Centroizquierda a izquierda | Socialismo democrático            |
|              |              | Pedro Sánchez             | - Exconcejal del Ayuntamiento de Madrid. - Diputado por Madrid en el Congreso.                                                                            | 12 de junio de 2014 | Centroizquierda             | Socialdemocracia/Socioliberalismo |
|              |              | Eduardo Madina            | - Diputado por Vizcaya en el Congreso - Secretario General del Grupo Socialista en el Congreso de los Diputados. - Exconcejal del Ayuntamiento de Sestao. | 13 de junio de 2014 | Centro                      | Socioliberalismo                  |

## Encuestas de opinión
| Fecha        | Encuestadora | Rubalcaba | Chacón   | Madina | López | Díaz | Page | Sánchez | Tapias | Sotillos |      |   |
| ------------ | ------------ | --------- | -------- | ------ | ----- | ---- | ---- | ------- | ------ | -------- | ---- | - |
| Fecha        | Encuestadora | 13 Jul    | Elección | —      | —     | 36.2 | —    | —       | —      | 48.7     | 15.1 | — |
| 8–10 Jul     | Sigma-2      | —         | —        | 34.8   | —     | —    | —    | 31.5    | 10.6   | —        |      |   |
| 6 Jul        | NC Report    | —         | —        | 34.8   | —     | —    | —    | 25.2    | 7.5    | —        |      |   |
| 30 Jun–3 Jul | Sigma-2      | —         | —        | 27.0   | —     | —    | —    | 30.8    | 8.3    | —        |      |   |
| 30 Jun–1 Jul | Metroscopia  | —         | —        | 40.0   | —     | —    | —    | 37.0    | 18.0   | —        |      |   |
| 25–26 Jun    | Metroscopia  | —         | —        | 36.0   | —     | —    | —    | 29.0    | 17.0   | —        |      |   |
| 23–26 Jun    | Sigma-2      | —         | —        | 35.1   | —     | —    | —    | 18.8    | 6.7    | 3.7      |      |   |
| 16–19 Jun    | Sigma-2      | —         | —        | 35.5   | —     | —    | —    | 16.7    | 6.2    | 4.7      |      |   |
| 16–17 Jun    | Metroscopia  | —         | —        | 46.0   | —     | —    | —    | 30.0    | 15.0   | —        |      |   |
| 28–30 May    | Sigma-2      | —         | 22.6     | 19.2   | —     | 12.7 | —    | 7.3     | —      | —        |      |   |
| 26 May       | Invymark     | —         | 22.5     | 13.9   | 8.9   | 15.9 | —    | 5.3     | —      | —        |      |   |
| 2014         |              |           |          |        |       |      |      |         |        |          |      |   |
| 26–28 Dic    | Sigma-2      | 4.9       | 23.2     | 11.6   | 12.3  | 13.2 | 2.3  | —       | —      | —        |      |   |
| 14–21 Nov    | Demoscopia   | 7.5       | 22.1     | 8.1    | 12.2  | 7.0  | 1.3  | —       | —      | —        |      |   |
| 12–14 Nov    | Sigma-2      | 8.5       | 24.4     | 11.0   | 11.1  | 8.4  | 2.6  | —       | —      | —        |      |   |
| 29–31 Jul    | Demoscopia   | 6.2       | 16.9     | 10.5   | 7.6   | 0.9  | 0.8  | —       | —      | —        |      |   |
| 8–10 May     | Sigma-2      | 7.2       | 20.2     | 13.3   | 10.6  | —    | 2.0  | —       | —      | —        |      |   |
| 2–8 May      | My Word      | 8.7       | 17.9     | 10.7   | 7.4   | 0.4  | 0.7  | —       | —      | —        |      |   |
| 2013         |              |           |          |        |       |      |      |         |        |          |      |   |
| 4–5 Ene      | Metroscopia  | 26.0      | 18.0     | —      | —     | —    | —    | —       | —      | —        |      |   |
| 2012         |              |           |          |        |       |      |      |         |        |          |      |   |
| 27–29 Dec    | Sigma-2      | 26.0      | 22.4     | 3.2    | —     | —    | 0.1  | —       | —      | —        |      |   |

## Resultados
|                         | Pedro Sánchez             | 64,086  | 48.67  |
|                         | Eduardo Madina            | 47,734  | 36.25  |
|                         | José Antonio Pérez Tapias | 19,843  | 15.07  |
|                         |                           |         |        |
| Total                   | Total                     | 131,663 | 100.00 |
|                         |                           |         |        |
| Votos para candidaturas | Votos para candidaturas   | 131,663 | 99.27  |
| Votos en blanco         | Votos en blanco           | 967     | 0.73   |
| Votos válidos           | Votos válidos             | 132,630 | 99.89  |
| Votos nulos             | Votos nulos               | 148     | 0.11   |
| Participación           | Participación             | 132,778 | 67.02  |
| Abstención              | Abstención                | 65,345  | 32.98  |
| Votantes registrados    | Votantes registrados      | 198,123 |        |
|                         |                           |         |        |
| Fuente: PSOE            |                           |         |        |

## Controversias
El 12 de junio de 2025 la Unidad Central Operativa de la Guardia Civil hacía público un informe sobre el Caso Koldo, donde sacaban a la luz una serie de mensajes en el móvil de Koldo García intercambiados con el que más adelante sería secretario de organización del PSOE, Santos Cerdán, que revelaban que las primarias que ganó Pedro Sánchez en 2014 podrían haber sido amañadas. 
El mensaje enviado por Cerdán el día 13 de julio de 2014 daba las siguientes directrices: "Cuando termine apunta como que han votado esos dos que te faltan sin que te vea nadie y metes las dos papeletas", a lo que Koldo respondía con "Ya está".
Al día siguiente, la exmilitante socialista Soraya Rodríguez, quien había participado en las primarias de 2014, declaró en una entrevista para el programa Espejo Público que durante dichas primarias le habían llegado noticias de que se habían producido irregularidades tanto en el proceso como en la financiación de las mismas. Rodríguez añadió que el candidato Eduardo Madina, a pesar de conocer las alegaciones de irregularidades durante aquellas primarias, habría evitado impugnar el resultado oficial de las mismas con el fin de evitar "dañar" al PSOE. También dijo que hubo otro intento de pucherazo en la posterior votación de los delegados del partido, algo que también había denunciado Tomás Gómez Franco con anterioridad el 28 de mayo de 2025.